# Liste der Kulturdenkmale in Ölbronn-Dürrn
In der Liste der Kulturdenkmale in Ölbronn-Dürrn sind Bau- und Kunstdenkmale der Gemeinde Ölbronn-Dürrn verzeichnet, die im „Verzeichnis der unbeweglichen Bau- und Kunstdenkmale und der zu prüfenden Objekte“ des Landesamts für Denkmalpflege Baden-Württemberg verzeichnet sind. Dieses Verzeichnis ist nicht öffentlich und kann nur bei „berechtigtem Interesse“ eingesehen werden. Die folgende Liste ist daher nicht vollständig und beruht auf anderweitig veröffentlichten Angaben.

## Dürrn
| Bild           | Bezeichnung         | Lage                          | Datierung | Beschreibung | ID |
| -------------- | ------------------- | ----------------------------- | --------- | ------------ | -- |
| Weitere Bilder | Evangelische Kirche | Dürrn, Hauptstraße 48 (Karte) | 1738      |              |    |
|                | Schule              | Dürrn, Hauptstraße 61 (Karte) |           | [ 1 ]        | BW |

## Ölbronn

### Gesamtanlage Ölbronn
| Bild           | Bezeichnung                                         | Lage                                          | Datierung                 | Beschreibung | ID |
| -------------- | --------------------------------------------------- | --------------------------------------------- | ------------------------- | --- | -- |
|                | Villa                                               | Ölbronn, Am Aalkistensee 1 (Karte)            | 1. Hälfte 20. Jahrhundert | Erhaltenswertes Gebäude | BW |
|                | Villa mit Garten                                    | Ölbronn, Am Aalkistensee 2 (Karte)            | um 1910                   | war bis 2021 nach §2 geschützt, erhaltenswertes Gebäude | BW |
|                | Weinberghäuschen                                    | Ölbronn, Gewann Aschberg                      | 18./19. Jahrhundert       | Geschützt nach § 2 DSchG |    |
|                | Ehemaliges Armenhaus                                | Ölbronn, Bergstraße 2 (Karte)                 | 1716                      | Geschützt nach § 2 DSchG | BW |
|                | Wohnhaus mit Scheune Bergstraße 3                   | Ölbronn, Bergstraße 3 (Karte)                 | vor 1835                  | Erhaltenswertes Gebäude | BW |
|                | Wohnhaus Bergstraße 5                               | Ölbronn, Bergstraße 5 (Karte)                 | vor 1835                  | Erhaltenswertes Gebäude | BW |
|                | 38 Gemarkungssteine                                 | Ölbronn, Gewann Böllstrich                    |                           | Prüffall |    |
|                | Abgegangene mittelalterliche Burg                   | Ölbronn, Gewann Burg                          |                           | Prüffall |    |
|                | Waschhaus                                           | Ölbronn, Dürrnerstraße 3 (Karte)              | vor 1835                  | Erhaltenswertes Gebäude | BW |
|                | Schuppen                                            | Ölbronn, Dürrnerstraße 4 (Karte)              | 1622                      | Erhaltenswertes Gebäude | BW |
|                | Wohnhaus Dürmerstraße 5                             | Ölbronn, Dürrnerstraße 5 (Karte)              |                           | Erhaltenswertes Gebäude | BW |
| Weitere Bilder | Friedhof                                            | Ölbronn, Dürmerstraße 8 (Karte)               | 1589                      | Geschützt nach § 2 DSchG |    |
|                | Dreimärker                                          | Ölbronn, Gewann Henkersklinge                 |                           | Prüffall |    |
|                | Trafostation                                        | Ölbronn, Hindenburgstraße                     |                           | Erhaltenswertes Gebäude |    |
|                | Wohnhaus Hindenburgstraße 1                         | Ölbronn, Hindenburgstraße 1 (Karte)           | um 1740                   | Erhaltenswertes Gebäude | BW |
|                | Wohnhaus Hindenburgstraße 3                         | Ölbronn, Hindenburgstraße 3 (Karte)           | um 1740                   | Erhaltenswertes Gebäude | BW |
|                | Alter Bahnhof                                       | Ölbronn, Hindenburgstraße 72 (Karte)          | 1851/53                   | Erhaltenswertes Gebäude | BW |
|                | Gehöft Kirchstraße 1                                | Ölbronn, Kirchstraße 1 (Karte)                | vor 1835                  | Erhaltenswertes Gebäude | BW |
|                | Lerchenmühle                                        | Ölbronn, Lerchenmühle 1 (Karte)               | 1704                      | Geschützt nach § 2 DSchG | BW |
|                | Evangelisches Pfarrhaus                             | Ölbronn, Lückenbronn 2 (Karte)                | 1911                      | Prüffall | BW |
| Weitere Bilder | Gehöft                                              | Ölbronn, Maulbronner Straße 1 (Karte)         | 1715                      | markantes 2-stöckiges Fachwerk-Wohnhaus eines ehemaligen Gehöfts mit Krüppelwalmdach (Giebel nach Südost) und Sandsteinsockel an der Einmündung Obere Steinbeisstraße () Geschützt nach § 2 DSchG |    |
|                | Gehöft Maulbronner Straße 2                         | Ölbronn, Maulbronner Straße 2 (Karte)         | vor 1835                  | Erhaltenswertes Gebäude | BW |
|                | Wohnhaus und Scheune Maulbronner Straße 4           | Ölbronn, Maulbronner Straße 4 (Karte)         | 18. Jahrhundert           | Geschützt nach § 2 DSchG | BW |
|                | Wohnhaus Maulbronner Straße 7                       | Ölbronn, Maulbronner Straße 7 (Karte)         |                           | Erhaltenswertes Gebäude | BW |
|                | Wohnhaus Maulbronner Straße 11                      | Ölbronn, Maulbronner Straße 11 (Karte)        |                           | Erhaltenswertes Gebäude | BW |
|                | Wohnhaus und Scheune Maulbronner Straße 12          | Ölbronn, Maulbronner Straße 12 (Karte)        |                           | Erhaltenswertes Gebäude | BW |
|                | Gehöft Maulbronner Straße 14                        | Ölbronn, Maulbronner Straße 14 (Karte)        | vor 1835                  | Erhaltenswertes Gebäude | BW |
|                | Gehöft Maulbronner Straße 15                        | Ölbronn, Maulbronner Straße 15 (Karte)        | nach 1900                 | Erhaltenswertes Gebäude | BW |
| Weitere Bilder | Pfarrhaus (ehem.)                                   | Ölbronn, Neulinger Straße 1 (Karte)           | 1565                      | straßenbildprägendes Fachwerk-Wohnhaus (auch als „Steinbeis-Haus“ bez.), bis 1911 als Pfarrhaus genutzt; Vorgängerbau wurde um 1565 zum Pfarrhaus umgebaut, Umbau 1743 (bez. am Türsturz); Geburtshaus von Ferdinand von Steinbeis (* 5. Mai 1807, † 7. Februar 1893), mit straßenseitig angebrachten Gedenktafel-Relief und Inschrift () Geschützt nach § 2 DSchG |    |
| Weitere Bilder | Gasthaus (ehem.)                                    | Ölbronn, Neulinger Straße 2 (Karte)           | 1778                      | ehemaliges Gasthaus „Krone“, seit ca. 100 Jahren als Bäckerei genutzt; straßenbildprägendes Fachwerk-Wohn- und Geschäftshaus, mit Seitengebäude, Keller und Scheune, bez. mit 1778 sowie weiteren Inschriftsteinen mit 1729 und 1832 bez. sowie ältere Inschrift um 1580 vom Vorgängerbau () Geschützt nach § 2 DSchG |    |
| Weitere Bilder | Rathaus                                             | Ölbronn, Obere Steinbeisstraße 1 (Karte)      | 1890                      | dreigeschossiger Klinkerbau mit Sandsteingliederung, als Mehrzweckbau errichtet, bez. mit 1890 am östlichen und westlichen Eingang sowie Inschrift über Westeingang: „Die Furcht des Herrn ist der Weisheit Anfang“. Heute ist im Gebäude u.a. das Gottlob-Frick-Museum untergebracht. () Geschützt nach § 2 DSchG |    |
| Weitere Bilder | Wohn-und Geschäftshaus                              | Ölbronn, Obere Steinbeisstraße 2 (Karte)      | 18. Jahrhundert           | zweigeschössiges Wohn- und Geschäftshaus mit Sandsteingewänden und Fachwerkobergeschoss; im 20. Jh. mit Ladengeschäft umgebaut, in markanter Lage an Straßenkreuzung gegenüber Rathaus () Geschützt nach § 2 DSchG |    |
|                | Zweiseitgehöft Obere Steinbeisstraße 3              | Ölbronn, Obere Steinbeisstraße 3 (Karte)      | 1780                      | Geschützt nach § 2 DSchG | BW |
| Weitere Bilder | Wohnhaus                                            | Ölbronn, Obere Steinbeisstraße 4 (Karte)      | 1880                      | Wohnhaus eines ehemaligen Gehöfts, zweigeschossig, verputzt mit Satteldach, Sandsteingewände, an Haustür mit Inschrift „Christian Velte 1880“, dahinterliegender Stalltrakt und Scheune, zwar verändert und erweitert, aber noch entsprechend örtlicher Typologie () Prüffall |    |
| Weitere Bilder | Zweiseitgehöft                                      | Ölbronn, Obere Steinbeisstraße 5 (Karte)      | 1756                      | Fachwerkwohnhaus eines Zweiseitgehöfts aus dem 18. Jahrhundert nördlich des Rathauses, mit Scheune und Inschrift am Gewölbekeller () Geschützt nach § 28 DSchG |    |
| Weitere Bilder | Wohnhaus Zweiseitgehöft                             | Ölbronn, Obere Steinbeisstraße 6 (Karte)      | 1729                      | Westseite des giebelständigen Doppelwohnhaus eines Zweiseitgehöfts, mit Zwerchgiebeln, massiven Kellergeschoss und Steinsockel sowie dahinterliegenden Scheunen (siehe Obere Steinbeisstraße 6/2) () Geschützt nach § 28 DSchG |    |
|                | Scheune Zweiseitgehöft                              | Ölbronn, Obere Steinbeisstraße 6/2 (Karte)    | 1729                      | Geschützt nach § 28 DSchG | BW |
| Weitere Bilder | Gehöft                                              | Ölbronn, Obere Steinbeisstraße 7 (Karte)      | 1720                      | umlaufend verputztes Fachwerk-Wohnhaus in Ölbronn, direkt nördlich des Rathaus-Brunnens, mit Satteldach und Schwellengliederung am Giebel () Erhaltenswertes Gebäude |    |
| Weitere Bilder | Wohnhaus Zweiseitgehöft                             | Ölbronn, Obere Steinbeisstraße 8 (Karte)      | 1729                      | Ostseite des giebelständigen Doppelwohnhaus eines Zweiseitgehöfts, mit Zwerchgiebeln, massives Kellergeschoss und Steinsockel sowie dahinterliegenden Scheunen (siehe Obere Steinbeisstraße 8/1) () Geschützt nach § 28 DSchG |    |
|                | Scheune Zweiseitgehöft                              | Ölbronn, Obere Steinbeisstraße 8/1 (Karte)    | 1729                      | Geschützt nach § 28 DSchG | BW |
| Weitere Bilder | Zweiseitgehöft                                      | Ölbronn, Obere Steinbeisstraße 9 (Karte)      | 1721                      | markantes Fachwerk-Wohnhaus in Ölbronn, mit Vorgarten, Stalltrakt und rückwärtiger Scheune sowie niedrigen Sandsteinsockel und tw. vorhandenen Sandsteingewänden () Geschützt nach § 2 DSchG |    |
|                | Zweiseitgehöft Obere Steinbeisstraße 9/1            | Ölbronn, Obere Steinbeisstraße 9/1 (Karte)    |                           | Geschützt nach § 2 DSchG | BW |
| Weitere Bilder | Zweiseitgehöft                                      | Ölbronn, Obere Steinbeisstraße 10 (Karte)     | 18. Jahrhundert           | Wohnhaus eines Zweiseitgehöfts, verputztes Fachwerk mit Sandsteinsockel und Zwerchhäusern an den Traufseiten sowie dahinterliegenden Stalltrakt und Scheune () Prüffall |    |
| Weitere Bilder | Dreiseitgehöft                                      | Ölbronn, Obere Steinbeisstraße 11 (Karte)     | 18. Jahrhundert           | Fachwerk-Wohnhaus eines Dreiseitgehöfts mit massiven Erdgeschoss und Vorgarten sowie Stall, Schopfbau und Scheune; bildet mit Nr. 9 zusammen eine sehr gut erhaltene Hofanlage des frühen 18. Jahrhunderts. () Geschützt nach § 28 DSchG |    |
| Weitere Bilder | Zweiseitgehöft                                      | Ölbronn, Obere Steinbeisstraße 13 (Karte)     | 1715                      | zweigeschossiges Fachwerk-Wohnhaus mit massiven Erdgeschoss eines Zweiseitgehöfts, mit steilen Satteldach, Vorgarten und Einfassungsmauer sowie Stall, Schopfbau und Scheune () Geschützt nach § 28 DSchG |    |
| Weitere Bilder | Gehöft                                              | Ölbronn, Obere Steinbeisstraße 14 (Karte)     |                           | Wohnhaus eines ehemaligen Zweiseitgehöfts mit dahinterliegenden Stalltrakt und Scheune; mit Satteldach und Sandsteinsockel, errichtet auf den Resten eines Vorgängerbaus () Erhaltenswertes Gebäude |    |
| Weitere Bilder | Zweiseitgehöft                                      | Ölbronn, Obere Steinbeisstraße 15 (Karte)     | 1738                      | Fachwerk-Wohnhaus eines Dreiseitgehöfts, mit massiven Erdgeschoss, Tordurchfahrt und Krüppelwalmdach sowie Stall, Scheune und Vorgarten mit Einfassungsmauer () Geschützt nach § 28 DSchG |    |
| Weitere Bilder | Gehöft                                              | Ölbronn, Obere Steinbeisstraße 16 (Karte)     |                           | zweigeschossiges Wohnhaus eines ehemaligen Zweiseitgehöfts in Massivbauweise und Satteldach sowie Teil der Doppelscheune zusammen mit Nr. 14 () Erhaltenswertes Gebäude |    |
| Weitere Bilder | Zweiseitgehöft                                      | Ölbronn, Obere Steinbeisstraße 17 (Karte)     | 1762                      | zweigeschossiges Wohnhaus eines Zweiseitgehöfts, im Erdgeschoss in Massivbauweise und Stall sowie heimatgeschichtlich interessanten Steinrelief mit Lamm und Fahne sowie Inschrift „RH.I.B M.R.B ANO 1762 ST.M.H.M.W“ an der Fassade () Geschützt nach § 2 DSchG |    |
| Weitere Bilder | Zweiseitgehöft                                      | Ölbronn, Obere Steinbeisstraße 19 (Karte)     | 18. Jahrhundert           | Westteil des Doppel-Wohnhaus eines Zweiseitgehöft, eingeschossiges giebelständiges Fachwerkhaus mit aufgemauerten verklinkerten Erdgeschoss auf Sandsteinsockel und westlichen Zwerchgiebel am Satteldach sowie dahintergelegenen Stall und Scheune () Geschützt nach § 2 DSchG |    |
|                | Zweiseitgehöft Obere Steinbeisstraße 19/1           | Ölbronn, Obere Steinbeisstraße 19/1 (Karte)   | 18. Jahrhundert           | Geschützt nach § 2 DSchG | BW |
| Weitere Bilder | Gehöft                                              | Ölbronn, Obere Steinbeisstraße 20 (Karte)     |                           | geräumiges zweigeschossiges Wohnhaus eines Gehöft, als Folgebau eines 1835 bereits vorhandenen Gebäudes, auf Resten des Vorgängers in Massivbauweise errichtet, mit niedrigen Sockel und Satteldach sowie vorhandene Sandsteingewände, Obergeschoß wahrscheinlich verputztes Fachwerk () Erhaltenswertes Gebäude |    |
| Weitere Bilder | Zweiseitgehöft                                      | Ölbronn, Obere Steinbeisstraße 21 (Karte)     | 18. Jahrhundert           | Ostteil des Doppel-Wohnhaus eines Zweiseitgehöft, eingeschossiges giebelständiges Fachwerkhaus mit aufgemauerten verklinkerten Erdgeschoss auf Sandsteinsockel und ohne Zwerchgiebel am Satteldach sowie dahintergelegenen Stall und Scheune () Geschützt nach § 2 DSchG |    |
| Weitere Bilder | Zweiseitgehöft                                      | Ölbronn, Obere Steinbeisstraße 22 (Karte)     | 1803                      | zweigeschossiges Fachwerk-Wohnhaus eines Zweitseitgehöft mit massiven Erdgeschoss und Krüppelwalmdach, sowie mit Stall, Schopfaufbau und Scheune, mit vorhandener Inschrift am Eckpfosten: „Das Hauß hat erbaut Johannes Velte und mit ihm seine Ehe Frau Rosina Dorothea 180“ und darunter mit Hammer und Hufeisen bezeichnet () Geschützt nach § 28 DSchG |    |
| Weitere Bilder | Wohnhaus                                            | Ölbronn, Obere Steinbeisstraße 23 (Karte)     | 1715                      | eingeschossiges giebelständiges Fachwerkwohnhaus mit Sandsteinsockel und steilen Satteldach sowie angebauter Scheune von 1723 () Geschützt nach § 2 DSchG |    |
| Weitere Bilder | Zweiseitgehöft                                      | Ölbronn, Obere Steinbeisstraße 24 (Karte)     | 18. Jahrhundert           | eingeschossiges Wohnhaus eines Zweitseitgehöft mit massiven Erdgeschoss und massiven Sockel mit Kellerraum sowie markanten Fachwerk-Giebel und Sandsteingewanden; zweigeteilt, hinterer Teil zweigeschossig über separate Treppe erreichbar () Geschützt nach § 2 DSchG |    |
|                | Wohnhaus Obere Steinbeisstraße 26                   | Ölbronn, Obere Steinbeisstraße 26 (Karte)     | 18. Jahrhundert           | Geschützt nach § 2 DSchG | BW |
| Weitere Bilder | Wohnhaus                                            | Ölbronn, Obere Steinbeisstraße 27 (Karte)     | 1777                      | zweigeschossiges giebelständiges Fachwerk-Wohnhaus, ursprünglich Teil eines Doppelgehöfts (mit Nr. 29), mit Satteldach und Inschrift an Traufseite: „Johannes Böhringer und mit ihm sein hauß frau Mariea Sibila ANNO 1777 MAUERRER JOHAN UHLRICH WEIHING“ () Geschützt nach § 2 DSchG |    |
|                | Teil eines Doppelgehöfts Obere Steinbeisstraße 27/1 | Ölbronn, Obere Steinbeisstraße 27/1 (Karte)   |                           | Geschützt nach § 2 DSchG | BW |
| Weitere Bilder | Wohnhaus                                            | Ölbronn, Obere Steinbeisstraße 28 (Karte)     | 18. Jahrhundert           | eingeschossiges Fachwerkwohnhaus eines ehemaligen Zweitseitgehöfts, mit massiven Sockel und Satteldach; an der Frontseite wurden Tür und Fenster als Ladengeschäft später hinzugefügt () Geschützt nach § 2 DSchG |    |
| Weitere Bilder | Wohnhaus                                            | Ölbronn, Obere Steinbeisstraße 29 (Karte)     | vor 1700                  | zweigeschossiges giebelständiges Fachwerk-Wohnhaus eines ehemaligen Doppelgehöfts bestehend aus Stall und Scheune (mit Nr. 27), mit Satteldach und verputzten Erdgeschoss mit Sandsteingewänden, bereits vor 1700 von Hannß Michell Velten errichtet () Geschützt nach § 28 DSchG |    |
|                | Teil eines Doppelgehöfts Obere Steinbeisstraße 29/1 | Ölbronn, Obere Steinbeisstraße 29/1 (Karte)   | 1700                      | Geschützt nach § 28 DSchG | BW |
| Weitere Bilder | Zweiseitgehöft                                      | Ölbronn, Obere Steinbeisstraße 30 (Karte)     | 1760                      | Fachwerkwohnhaus eines Zweitseitgehöfts, mit Stall, Scheune und Vorgarten sowie mit Inschrift am Schlussstein zum Keller an der Scheune: „JOHANNES VELTE U.S. HF. AGATH 1763“ als auch mit 1809 bezeichnet auf einer eingemauerten Ofenkachel mit Schafdarstellung neben der Eingangstür. Das Gebäude mit den auffallend hervorspringenden Verdachungen an den Schwellen am Giebel, war früher das Wohnhaus des Bürgermeisters Philipp Böhringer (1747-1795) und wurde wahrscheinlich um 1760 errichtet. () Geschützt nach § 2 DSchG |    |
|                | Wohnhaus Obere Steinbeisstraße 31                   | Ölbronn, Obere Steinbeisstraße 31 (Karte)     | 18. Jahrhundert           | Geschützt nach § 2 DSchG | BW |
|                | Zweiseitgehöft Obere Steinbeisstraße 32             | Ölbronn, Obere Steinbeisstraße 32 (Karte)     | 1562                      | Geschützt nach § 2 DSchG | BW |
|                | Gehöft Obere Steinbeisstraße 34                     | Ölbronn, Obere Steinbeisstraße 34 (Karte)     | 1729                      | Prüffall | BW |
|                | Wohnhaus und Scheune Obere Steinbeisstraße 35       | Ölbronn, Obere Steinbeisstraße 35 (Karte)     | vor 1835                  | Erhaltenswertes Gebäude | BW |
|                | Zweiseitgehöft Obere Steinbeisstraße 36             | Ölbronn, Obere Steinbeisstraße 36 (Karte)     | 16. Jahrhundert           | Geschützt nach § 28 DSchG | BW |
|                | Zweiseitgehöft Obere Steinbeisstraße 37             | Ölbronn, Obere Steinbeisstraße 37 (Karte)     | 1772                      | Geschützt nach § 2 DSchG | BW |
|                | Gehöft Obere Steinbeisstraße 38                     | Ölbronn, Obere Steinbeisstraße 38 (Karte)     | 19. Jahrhundert           | Erhaltenswertes Gebäude | BW |
|                | Zweiseitgehöft Obere Steinbeisstraße 39             | Ölbronn, Obere Steinbeisstraße 39 (Karte)     | 1733                      | Geschützt nach § 2 DSchG | BW |
|                | Gehöft Obere Steinbeisstraße 40                     | Ölbronn, Obere Steinbeisstraße 40 (Karte)     | 1805                      | Erhaltenswertes Gebäude | BW |
|                | Wohn- und Geschäftshaus Obere Steinbeisstraße 41    | Ölbronn, Obere Steinbeisstraße 41 (Karte)     | 1893                      | Geschützt nach § 2 DSchG | BW |
|                | Dreiseitgehöft Obere Steinbeisstraße 42             | Ölbronn, Obere Steinbeisstraße 42 (Karte)     | 1727                      | Geschützt nach § 2 DSchG | BW |
|                | Zweiseitgehöft Obere Steinbeisstraße 43             | Ölbronn, Obere Steinbeisstraße 43 (Karte)     | 1809                      | Geschützt nach § 2 DSchG | BW |
|                | Zweiseitgehöft Obere Steinbeisstraße 43/1           | Ölbronn, Obere Steinbeisstraße 43/1 (Karte)   | 1809                      | Geschützt nach § 2 DSchG | BW |
|                | Gehöft Obere Steinbeisstraße 44                     | Ölbronn, Obere Steinbeisstraße 44 (Karte)     |                           | Erhaltenswertes Gebäude | BW |
|                | Gehöft Obere Steinbeisstraße 45                     | Ölbronn, Obere Steinbeisstraße 45 (Karte)     |                           | Erhaltenswertes Gebäude | BW |
|                | Gehöft Obere Steinbeisstraße 47                     | Ölbronn, Obere Steinbeisstraße 47 (Karte)     |                           | Erhaltenswertes Gebäude | BW |
|                | Wohnhaus Obere Steinbeisstraße 49                   | Ölbronn, Obere Steinbeisstraße 49 (Karte)     | 1732                      | Geschützt nach § 2 DSchG | BW |
|                | Gehöft Obere Steinbeisstraße 51                     | Ölbronn, Obere Steinbeisstraße 51 (Karte)     | 1722                      | Erhaltenswertes Gebäude | BW |
|                | Fallenstock                                         | Ölbronn, Gewann Souterrain                    |                           | Prüffall |    |
|                | Mühlengehöft                                        | Ölbronn, Seemühle 1 (Karte)                   | 1553 Wehr, 1700 Mühle     | Mühle (um 1700 errichtet) mit Wohnhaus, Nebengebäuden und Mühlenkanälen am Westufer des Aalkistensees, mit tw. erhaltener Wehranlage von 1553 (durch dendro-chronologische Untersuchungen 1997 festgestellt); Wohnhaus mit Wappen (Löwen, Mühlrad) über Haupttor Geschützt nach § 2 DSchG | BW |
|                | Katholische Kirche                                  | Ölbronn, Schillerstraße 10 (Karte)            | 1969                      | Kirchengebäude im Stil der 1960er Jahre, mit heruntergezogenen Satteldach und Dachreiter, welcher die Glocke und eine Kreuz trägt; Giebel-Fassade trapezförmig verglast, mit zweiflügligen Portal aus Reliefplatten | BW |
|                | Evangelische Kirche                                 | Ölbronn, Untere Steinbeisstraße 2 (Karte)     | 1748                      | Geschützt nach § 28 DSchG | BW |
|                | Vierseitgehöft                                      | Ölbronn, Untere Steinbeisstraße 3 (Karte)     | 1725                      | Geschützt nach § 2 DSchG | BW |
|                | Vierseitgehöft Untere Steinbeisstraße 3/1           | Ölbronn, Untere Steinbeisstraße 3/1 (Karte)   | 1750                      | Geschützt nach § 2 DSchG | BW |
|                | Dreiseitgehöft Untere Steinbeisstraße 4             | Ölbronn, Untere Steinbeisstraße 4 (Karte)     | 1730                      | Geschützt nach § 2 DSchG | BW |
|                | Dreiseitgehöft Untere Steinbeisstraße 5             | Ölbronn, Untere Steinbeisstraße 5 (Karte)     | 1727                      | Geschützt nach § 2 DSchG | BW |
|                | Keller Untere Steinbeisstraße 8                     | Ölbronn, Untere Steinbeisstraße 8 (Karte)     | 16. Jahrhundert           | Prüffall Geschützt nach § 2 DSchG | BW |
|                | Zweiseitgehöft Untere Steinbeisstraße 10            | Ölbronn, Untere Steinbeisstraße 10 (Karte)    | 1757                      | Prüffall | BW |
|                | Zweiseitgehöft Untere Steinbeisstraße 11            | Ölbronn, Untere Steinbeisstraße 11 (Karte)    | 18. Jahrhundert           | Geschützt nach § 2 DSchG | BW |
|                | Zweiseitgehöft Untere Steinbeisstraße 11/1          | Ölbronn, Untere Steinbeisstraße 11/1 (Karte)  | 18. Jahrhundert           | Geschützt nach § 2 DSchG | BW |
|                | Zweiseitgehöft Untere Steinbeisstraße 11/2          | Ölbronn, Untere Steinbeisstraße 11/2 (Karte)  | 18. Jahrhundert           | Geschützt nach § 2 DSchG | BW |
|                | Zweiseitgehöft Untere Steinbeisstraße 13            | Ölbronn, Untere Steinbeisstraße 13 (Karte)    | 1728                      | Prüffall | BW |
|                | Zweiseitgehöft Untere Steinbeisstraße 13/1          | Ölbronn, Untere Steinbeisstraße 13/1 (Karte)  | 1728                      | Prüffall | BW |
|                | Zweiseitgehöft Untere Steinbeisstraße 13/2          | Ölbronn, Untere Steinbeisstraße 13/2 (Karte)  | 1728                      | Prüffall | BW |
|                | Wohnhaus Untere Steinbeisstraße 14                  | Ölbronn, Untere Steinbeisstraße 14 (Karte)    | 18. Jahrhundert           | Denkmal bis 1980 | BW |
|                | Zweiseitgehöft Untere Steinbeisstraße 15            | Ölbronn, Untere Steinbeisstraße 15 (Karte)    |                           | Erhaltenswertes Gebäude | BW |
|                | Zweiseitgehöft Untere Steinbeisstraße 16            | Ölbronn, Untere Steinbeisstraße 16 (Karte)    | 1760                      | Prüffall | BW |
|                | Scheune Untere Steinbeisstraße 17-19                | Ölbronn, Untere Steinbeisstraße 17-19 (Karte) |                           | Erhaltenswertes Gebäude | BW |
|                | Zweiseitgehöft Untere Steinbeisstraße 18            | Ölbronn, Untere Steinbeisstraße 18 (Karte)    | 18. Jahrhundert           | Geschützt nach § 2 DSchG | BW |
|                | Gehöft Untere Steinbeisstraße 20                    | Ölbronn, Untere Steinbeisstraße 20 (Karte)    | 1873                      | Erhaltenswertes Gebäude | BW |
|                | Wohnhaus Untere Steinbeisstraße 22                  | Ölbronn, Untere Steinbeisstraße 22 (Karte)    | 18. Jahrhundert           | Prüffall | BW |
|                | Wohnhaus Untere Steinbeisstraße 24                  | Ölbronn, Untere Steinbeisstraße 24 (Karte)    | 18. Jahrhundert           | Prüffall | BW |
|                | Gehöft Untere Steinbeisstraße 25                    | Ölbronn, Untere Steinbeisstraße 25 (Karte)    |                           | Erhaltenswertes Gebäude | BW |
|                | Zweiseitgehöft Untere Steinbeisstraße 26            | Ölbronn, Untere Steinbeisstraße 26 (Karte)    | 1725                      | Geschützt nach § 2 DSchG | BW |
|                | Wohnhaus und Scheune Untere Steinbeisstraße 27      | Ölbronn, Untere Steinbeisstraße 27 (Karte)    |                           | Erhaltenswertes Gebäude | BW |
|                | Zweiseitgehöft Untere Steinbeisstraße 28            | Ölbronn, Untere Steinbeisstraße 28 (Karte)    | 1687                      | Geschützt nach § 2 DSchG | BW |
|                | Zweiseitgehöft Untere Steinbeisstraße 30            | Ölbronn, Untere Steinbeisstraße 30 (Karte)    | 1687                      | Geschützt nach § 2 DSchG | BW |
|                | Zweiseitgehöft Untere Steinbeisstraße 32            | Ölbronn, Untere Steinbeisstraße 32 (Karte)    | 18. Jahrhundert           | Geschützt nach § 2 DSchG | BW |
|                | Dreimärker                                          | Ölbronn, Gewann Winterhalde                   |                           | Prüffall |    |

### Ehemalige Kulturdenkmäler
| Bild | Bezeichnung           | Lage                                       | Datierung       | Beschreibung | ID |
| ---- | --------------------- | ------------------------------------------ | --------------- | --- | -- |
|      | ehem. Gasthaus        | Ölbronn, Neulinger Straße 5 (Karte)        |                 | ehemaliges Gasthaus „Rößle“, Vorgängerbau um 1622 abgebrannt, um 1710 als Fachwerkwohnhaus neu errichtet, später mit Wirtschaftsbau längs der Straße erweitert und als Gasthaus genutzt; nach Leerstand bei Straßenweiterung abgebrochen (Anm.: 2023 nach vor Ort-Begehung bestätigt) Geschützt nach § 2 DSchG | BW |
|      | Wohnhaus (ehem.)      | Ölbronn, Untere Steinbeisstraße 9 (Karte)  | 18. Jahrhundert | ehemaliges Wohnhaus; abgebrochen (Anm.: 2023 nach vor Ort-Begehung bestätigt) Geschützt nach § 2 DSchG | BW |
|      | Scheunentrakt (ehem.) | Ölbronn, Untere Steinbeisstraße 38 (Karte) |                 | Prüffall, später abgebrochen mit Wohnhaus und Garage neubebaut (Anm.: 2023 nach vor Ort-Begehung bestätigt) | BW |